# Achlydosa glandulosa
Achlydosa glandulosa (Syn. Megastylis glandulosa) ist eine Art aus der Familie der Orchideen (Orchidaceae). Sie kommt endemisch auf Neukaledonien vor. Achlydosa glandulosa bildet eine eigene Subtribus Achlydosinae.

## Beschreibung
Die terrestrisch wachsenden, krautigen und ausdauernden Pflanzen erreichen eine Wuchshöhe von 0,5 bis 1 Meter. Die lang gestielten Blätter sind dick und fest ledrig, ihre Farbe ist hellgrün. Die Blattspreite erreicht eine Breite von 1,4 bis 4 Zentimeter.
Der endständige, traubige Blütenstand ist an der Spitze leicht überhängend. Die Blütezeit reicht von September bis Mitte Januar. Vier bis 14 Blüten verteilen sich an den obersten 10 bis 40 Zentimetern der Blütenstandsachse. Der ganze Blütenstand und die Blüten weisen eine drüsige Behaarung auf. Die Blüten sind meist einheitlich hellgrün gefärbt, selten gelb, wenn sie verwelken färben sie sich gelblich-weiß. Das mittlere Sepal misst 1,8 bis 2,3 Zentimeter. Die seitlichen Sepalen sind in der unteren Hälfte miteinander verwachsen. Die Petalen sind breiter als die seitliche Sepalen, mit den Rändern haften sie dem mittleren Sepal an. Die Lippe ist an der Basis seitlich etwas verdickt und besitzt zwei längs verlaufende, glatte oder behaarte Kiele. Die Spreite der Lippe ist oval mit einer Breite von einem Zentimeter, vorne endet sie spitz. Die Lippe enthält Nektar. Die gebogene Säule ist kurz nach der Ansatzstelle am Fruchtknoten mit einem kleinen quer verlaufenden Wulst versehen. Das Staubblatt enthält zwei Pollinien, die keine Klebscheibe (Viscidium) besitzen. Die sechsrippige, ovale Kapselfrucht enthält zahlreiche Samen, die 0,6 bis 0,9 Millimeter Länge bei 0,2 Millimeter Breite messen.

## Verbreitung
Achlydosa glandulosa kommt nur auf Neukaledonien vor. Die meisten Fundorte befinden sich in der Südhälfte der Insel, in Höhenlagen von 100 bis 1250 Meter, selten auch noch bis 1500 Meter Höhe. Achlydosa glandulosa kommt in lichten Wäldern, in Savannen mit der Baumart Melaleuca quinquenervia und in steinigen Gebüschen vor. Sie meidet trockene Standorte.

## Systematik und botanische Geschichte
Achlydosa glandulosa wurde als Lyperanthus glandulosus schon 1906 von Rudolf Schlechter beschrieben. Schlechter stellte die Art 1911 mit einigen weiteren neukaledonischen Orchideen in die von ihm neu aufgestellte Gattung Megastylis. Megastylis wird der Tribus Diurideae zugeordnet. Erst Untersuchungen der DNA ergaben, dass Megastylis glandulosa nicht näher mit der Typusart der Gattung, Megastylis gigas, verwandt ist, sondern der Tribus Cranichideae zuzuordnen ist. Deshalb stellten Clements und Jones 2002 eine eigene Gattung Achlydosa für diese Art auf. Diese wird in einer eigenen Subtribus Achlydosinae geführt. Zusammen mit Pterostylis stellt Achlydosa ein basales Taxon innerhalb der Tribus Cranichideae dar.
Der Gattungsname Achlydosa setzt sich aus der verneinenden Vorsilbe a- und dem griechischen chlidosis, „Verzierung“, zusammen. Er bezieht sich auf die recht einfach gestaltete Lippe ohne Anhängsel. Der Artname glandulosa beschreibt die drüsige Behaarung.